# Axel Reedtz-Thott (officer)
 Der er flere personer med dette navn, se Axel Reedtz-Thott (politiker).
Frederik Axel Ludvig August baron Reedtz-Thott (12. oktober 1842 på Gavnø – 12. november 1916 i København) var en dansk officer og godsejer. Han var far til Tage Reedtz-Thott, far til Julie von Scholten.
Han var søn af kammerherre, lensbaron Otto Reedtz-Thott og hustru Julie f. Fønss, blev ritmester, hofjægermester, Ridder af Dannebrog og Dannebrogsmand og modtog Medaljen for Druknedes Redning. Han ejede herregården Biskopstorp.
Han var gift med Sophie Magdalene, født baronesse Berner-Schilden-Holsten (9. juli 1856 på Ulriksholm – 1928), datter af kammerherre, baron Gustav Alexander Berner-Schilden-Holsten (død 1889) og hustru f. baronesse Holsten (død 1906).